# Sargis Khachataryan
Sargis Khachatryan (ur. 18 kwietnia 1989) – ormiański, a od 2017 roku brazylijski zapaśnik walczący w stylu klasycznym. Zajął jedenaste miejsce na mistrzostwach świata w 2018. Mistrz panamerykański z 2018; drugi w 2019. Brązowy medalista mistrzostw Ameryki Południowej w 2017. Piąty na MŚ juniorów w 2008 i 2009 roku.